# Patrixbourne
Patrixbourne är en by i civil parish Bekesbourne-with-Patrixbourne, i distriktet Canterbury, i grevskapet Kent, i England. Byn är belägen 5 km från Canterbury. Patrixbourne var en civil parish fram till 1987 när blev den en del av Bekesbourne with Patrixbourne, Bridge och Canterbury unparished area. Civil parish hade 245 invånare år 1961. Byn nämndes i Domedagsboken (Domesday Book) år 1086, och kallades då Borne.